# HD208717
HD208717 — хімічно пекулярна зоря спектрального класу A2, що має видиму зоряну величину в смузі V приблизно  7,3.
Вона  розташована на відстані близько 504,1 світлових років від Сонця.